# Шахов, Константин Павлович
Константин Павлович Шахов (1915—1990) — советский учёный, один из основоположников вакуумной СВЧ-электроники, лауреат Ленинской премии (1960).

## Биография
Родился 25 августа 1915 года в Петрограде.
Окончил школу-семилетку (1930) и Ленинградский электровакуумный техникум при заводе «Светлана» (1934, вечернее отделение, диплом не защитил).
- 1931—1941 помощник механика, механик, мастер, техник, с 1936 инженер в отраслевой вакуумной лаборатории ленинградского завода № 211 («Светлана»).
- 1941 инженер завода № 191, Фрязино
- 1941—1942 инженер завода № 617, Новосибирск.
- 1942—1944 инженер завода № 747, Фрязино.
- 1944—1945 инженер советской закупочной комиссии в США.
- 1945—1959 начальник лаборатории, с 1947 главный конструктор и начальник ОКБ в п/я № 17, Фрязино, в 1955 году ОКБ преобразовано в отдел 160 НИИ 17.

С 1959 по 1990 г. работал в НПП «Торий»: главный инженер, с 1962 начальник лаборатории, с января 1967 начальник нового отдела 009, с 1975 начальник лаборатории.
В его отделе 009 созданы:
- Установка СВВУ1 для испытания сверхминиатюрных «точечных» источников электронов, чаще всего с автоэмиссионным катодом круговой формы и центральным электродом,
- Установка СВВУ2 для предварительной проверки автоэмиссионных катодов на работоспособность и уровень токоотбора.
- Установка КНУТ (Комплексная напылительная установка технологическая) для нанесения многослойных покрытий с промежуточной ионной очисткой и полировкой напыляемых слоев в едином вакуумном цикле без разгерметизации камеры.

Автор 12 изобретений.
С апреля 1990 г. на пенсии. Умер 8 апреля 1995 года.

## Звания и награды
Лауреат Ленинской премии (1960, закрытой частью постановления — за то, что с 1955 по 1959 год в его отделе были разработаны входной малошумящий усилитель и параметрические усилители (Афанасьев В. А. и Контюк С. П.), мазеры на циклотронном резонансе (Шатохин И. Л.), мощные магнетроны (Федосеев А. П.). Изобретатель СССР. Почётный работник электронной промышленности. Почётный радист СССР. Награждён орденом Трудового Красного Знамени (1951) и 3 медалями.